# De Reten
De Reten is een heidegebied en natuurgebied tussen Achtmaal en Schijf en ten westen van Zundert in de provincie Noord-Brabant.
Dit natuurgebied is een restant van een groter heidegebied dat rond 1920 is ontgonnen. De verkavelingslijn, van Zundert naar Nispen, is nog te herkennen als een scherpe scheiding tussen heide en grasland. Het gebied bestaat uit graslanden en akkers met enkele kleine heidevelden.
Het heidegebied is in 2008/2009 ingericht om het te verbinden met de heidegebieden van Landgoed De Moeren en de Oude Buisse Heide. Daarbij zijn vennen gegraven en is een gedeelte van de toplaag verwijderd.
Door het open karakter van het natuurgebied kunnen diersoorten als levendbarende hagedis, heideblauwtje en nachtzwaluw zich hier vestigen.
De Reten wordt beheerd door Natuurmonumenten. Er is een blauwe wandelroute van 12 km en een rode van 5 km.